# Lista över insjöar i Sverige med namn som slutar på -träsket (utom Norrbotten och Lappland)
Lista över insjöar i Sverige med artikel på Wikipedia som slutar på -träsket (utom Lappland):
- Gelträsket, sjö i Borgholms kommun och Öland 57°02′25″N 16°53′02″Ö / 57.04025°N 16.88388°Ö
- Hemträsket, Södermanland, sjö i Haninge kommun och Södermanland 59°06′09″N 18°27′29″Ö / 59.10237°N 18.45809°Ö
- Holmträsket, sjö i Huddinge kommun och Södermanland 59°10′47″N 17°59′59″Ö / 59.17963°N 17.99969°Ö
- Kastöträsket, sjö i Värmdö kommun och Södermanland 59°06′30″N 18°45′13″Ö / 59.10830°N 18.75368°Ö
- Rudträsket, Södermanland, sjö i Huddinge kommun och Södermanland 59°10′17″N 18°01′08″Ö / 59.17140°N 18.01876°Ö
- Stora Träsket, sjö i Botkyrka kommun och Södermanland 59°07′11″N 17°42′33″Ö / 59.11974°N 17.70927°Ö
- Storträsket, Södermanland, sjö i Värmdö kommun och Södermanland 59°12′15″N 18°42′01″Ö / 59.20426°N 18.70030°Ö
- Träsket, Södermanland, sjö i Värmdö kommun och Södermanland 59°09′50″N 18°38′39″Ö / 59.16383°N 18.64405°Ö
- Västerbyträsket, sjö i Värmdö kommun och Södermanland 59°10′53″N 18°39′54″Ö / 59.18142°N 18.66494°Ö
- Ambodaträsket, sjö i Värmdö kommun och Uppland 59°21′11″N 18°41′28″Ö / 59.35312°N 18.69116°Ö
- Bodalsträsket, sjö i Östhammars kommun och Uppland 60°31′10″N 18°22′35″Ö / 60.51932°N 18.37641°Ö
- Bodatorpsträsket, sjö i Värmdö kommun och Uppland 59°20′47″N 18°41′19″Ö / 59.34626°N 18.68864°Ö
- Bränneriträsket, sjö i Värmdö kommun och Uppland 59°21′42″N 18°39′34″Ö / 59.36172°N 18.65951°Ö
- Bysträsket, sjö i Norrtälje kommun och Uppland 59°50′05″N 18°57′30″Ö / 59.83469°N 18.95847°Ö
- Byträsket, Uppland, sjö i Värmdö kommun och Uppland 59°17′24″N 18°40′34″Ö / 59.29013°N 18.67599°Ö
- Djupträsket, Uppland, sjö i Östhammars kommun och Uppland 60°22′41″N 18°10′34″Ö / 60.37811°N 18.17610°Ö
- Evlingeträsket, sjö i Värmdö kommun och Uppland 59°20′50″N 18°32′11″Ö / 59.34721°N 18.53625°Ö
- Fridträsket, sjö i Värmdö kommun och Uppland 59°16′20″N 18°38′02″Ö / 59.27228°N 18.63395°Ö
- Gunnarsboträsket, sjö i Östhammars kommun och Uppland 60°23′24″N 18°08′43″Ö / 60.39006°N 18.14522°Ö
- Gällsboträsket, sjö i Östhammars kommun och Uppland 60°23′04″N 18°10′32″Ö / 60.38449°N 18.17566°Ö
- Gärdsträsket, sjö i Värmdö kommun och Uppland 59°17′59″N 18°33′46″Ö / 59.29985°N 18.56283°Ö
- Hampträsket, sjö i Värmdö kommun och Uppland 59°18′22″N 18°33′38″Ö / 59.30619°N 18.56054°Ö
- Hemmestaträsket, sjö i Värmdö kommun och Uppland 59°19′46″N 18°29′30″Ö / 59.32945°N 18.49159°Ö
- Hemträsket (Djurö socken, Uppland, 657782-167060), sjö i Värmdö kommun och Uppland 59°17′13″N 18°47′56″Ö / 59.28682°N 18.79895°Ö
- Hemträsket (Djurö socken, Uppland, 658360-167549), sjö i Värmdö kommun och Uppland 59°20′06″N 18°53′21″Ö / 59.33493°N 18.88916°Ö
- Igelträsket, sjö i Värmdö kommun och Uppland 59°15′05″N 18°33′35″Ö / 59.25151°N 18.55963°Ö
- Kaggeboträsket, sjö i Norrtälje kommun och Uppland 59°44′30″N 18°47′50″Ö / 59.74154°N 18.79719°Ö
- Kastmyraträsket, sjö i Värmdö kommun och Uppland 59°20′02″N 18°31′39″Ö / 59.33392°N 18.52745°Ö
- Klubbträsket, Uppland, sjö i Östhammars kommun och Uppland 60°19′13″N 18°10′11″Ö / 60.32031°N 18.16974°Ö
- Koltorpsträsket, sjö i Värmdö kommun och Uppland 59°23′48″N 18°29′27″Ö / 59.39674°N 18.49092°Ö
- Kullaträsket, sjö i Värmdö kommun och Uppland 59°15′32″N 18°28′29″Ö / 59.25894°N 18.47481°Ö
- Kvarnträsket, Uppland, sjö i Värmdö kommun och Uppland 59°15′55″N 18°30′40″Ö / 59.26519°N 18.51109°Ö
- Labboträsket, sjö i Östhammars kommun och Uppland 60°23′34″N 18°09′30″Ö / 60.39279°N 18.15830°Ö
- Lillmossträsket, sjö i Värmdö kommun och Uppland 59°18′36″N 18°32′16″Ö / 59.31008°N 18.53766°Ö
- Lillträsket (Ljusterö socken, Uppland), sjö i Österåkers kommun och Uppland 59°28′17″N 18°46′08″Ö / 59.47147°N 18.76885°Ö
- Lillträsket (Rådmansö socken, Uppland), sjö i Norrtälje kommun och Uppland 59°46′38″N 19°10′29″Ö / 59.77722°N 19.17485°Ö
- Lillträsket (Värmdö socken, Uppland), sjö i Värmdö kommun och Uppland 59°26′54″N 18°40′32″Ö / 59.44822°N 18.67562°Ö
- Lillträsket (Vätö socken, Uppland), sjö i Norrtälje kommun och Uppland 59°48′05″N 18°57′55″Ö / 59.80129°N 18.96530°Ö
- Lillträsket (Österåkers socken, Uppland), sjö i Österåkers kommun och Uppland 59°28′22″N 18°15′09″Ö / 59.47291°N 18.25252°Ö
- Långträsket (Djurö socken, Uppland), sjö i Värmdö kommun och Uppland 59°21′09″N 18°39′55″Ö / 59.35243°N 18.66524°Ö
- Långträsket (Forsmarks socken, Uppland), sjö i Östhammars kommun och Uppland 60°20′15″N 18°09′52″Ö / 60.33755°N 18.16446°Ö
- Långträsket (Ingarö socken, Uppland), sjö i Värmdö kommun och Uppland 59°15′54″N 18°32′15″Ö / 59.26509°N 18.53739°Ö
- Långviksträsket, sjö i Värmdö kommun och Uppland 59°14′13″N 18°29′24″Ö / 59.23698°N 18.48992°Ö
- Lövtorpsträsket, sjö i Värmdö kommun och Uppland 59°20′44″N 18°43′17″Ö / 59.34544°N 18.72128°Ö
- Mörboträsket, sjö i Norrtälje kommun och Uppland 59°47′45″N 18°59′24″Ö / 59.79593°N 18.99010°Ö
- Noreträsket, sjö i Värmdö kommun och Uppland 59°16′35″N 18°46′59″Ö / 59.27632°N 18.78294°Ö
- Norrmossträsket, sjö i Östhammars kommun och Uppland 60°23′55″N 18°00′07″Ö / 60.39869°N 18.00194°Ö
- Norränsträsket, sjö i Värmdö kommun och Uppland 59°18′14″N 18°35′20″Ö / 59.30388°N 18.58898°Ö
- Nyvarpsträsket, sjö i Värmdö kommun och Uppland 59°23′49″N 18°30′28″Ö / 59.39684°N 18.50766°Ö
- Nästräsket, Uppland, sjö i Värmdö kommun och Uppland 59°17′18″N 18°48′25″Ö / 59.28835°N 18.80681°Ö
- Paddträsket, sjö i Norrtälje kommun och Uppland 59°43′46″N 18°50′11″Ö / 59.72951°N 18.83631°Ö
- Sarvträsket, sjö i Värmdö kommun och Uppland 59°15′59″N 18°30′59″Ö / 59.26634°N 18.51644°Ö
- Siggestaträsket, sjö i Värmdö kommun och Uppland 59°22′34″N 18°30′39″Ö / 59.37611°N 18.51094°Ö
- Sillträsket, sjö i Norrtälje kommun och Uppland 59°44′26″N 18°46′49″Ö / 59.74058°N 18.78020°Ö
- Silverträsket, Uppland, sjö i Värmdö kommun och Uppland 59°17′15″N 18°46′39″Ö / 59.28749°N 18.77759°Ö
- Skenoraträsket, sjö i Värmdö kommun och Uppland 59°15′21″N 18°33′42″Ö / 59.25587°N 18.56156°Ö
- Skepparviksträsket, sjö i Värmdö kommun och Uppland 59°15′30″N 18°37′42″Ö / 59.25821°N 18.62840°Ö
- Skolträsket, sjö i Värmdö kommun och Uppland 59°21′00″N 18°41′53″Ö / 59.35009°N 18.69811°Ö
- Skrevträsket, sjö i Östhammars kommun och Uppland 60°27′46″N 18°26′16″Ö / 60.46281°N 18.43777°Ö
- Småristräsket, sjö i Värmdö kommun och Uppland 59°19′22″N 18°35′06″Ö / 59.32291°N 18.58509°Ö
- Storträsket (Börstils socken, Uppland, 669070-164305), sjö i Östhammars kommun och Uppland 60°18′40″N 18°23′48″Ö / 60.31122°N 18.39678°Ö
- Storträsket (Börstils socken, Uppland, 669339-163203), sjö i Östhammars kommun och Uppland 60°20′13″N 18°11′45″Ö / 60.33708°N 18.19595°Ö
- Storträsket (Frötuna socken, Uppland), sjö i Norrtälje kommun och Uppland 59°45′34″N 18°49′00″Ö / 59.75942°N 18.81677°Ö
- Storträsket (Ljusterö socken, Uppland), sjö i Österåkers kommun och Uppland 59°28′29″N 18°45′47″Ö / 59.47465°N 18.76313°Ö
- Storträsket (Singö socken, Uppland), sjö i Norrtälje kommun och Uppland 60°10′50″N 18°44′45″Ö / 60.18065°N 18.74582°Ö
- Storträsket (Värmdö socken, Uppland), sjö i Värmdö kommun och Uppland 59°27′06″N 18°40′18″Ö / 59.45172°N 18.67168°Ö
- Storträsket (Vätö socken, Uppland), sjö i Norrtälje kommun och Uppland 59°47′55″N 18°57′14″Ö / 59.79860°N 18.95399°Ö
- Storträsket (Österåkers socken, Uppland), sjö i Österåkers kommun och Uppland 59°28′51″N 18°14′26″Ö / 59.48076°N 18.24055°Ö
- Styrsvikträsket, sjö i Värmdö kommun och Uppland 59°16′55″N 18°44′27″Ö / 59.28186°N 18.74077°Ö
- Svartträsket (Djurö socken, Uppland, 657637-166227), sjö i Värmdö kommun och Uppland 59°16′38″N 18°39′07″Ö / 59.27710°N 18.65190°Ö
- Svartträsket (Djurö socken, Uppland, 657736-166861), sjö i Värmdö kommun och Uppland 59°17′01″N 18°45′49″Ö / 59.28350°N 18.76373°Ö
- Svartträsket (Djurö socken, Uppland, 658195-166433), sjö i Värmdö kommun och Uppland 59°19′35″N 18°41′32″Ö / 59.32633°N 18.69222°Ö
- Svartträsket (Frötuna socken, Uppland), sjö i Norrtälje kommun och Uppland 59°45′07″N 18°49′17″Ö / 59.75186°N 18.82143°Ö
- Svartträsket (Ingarö socken, Uppland), sjö i Värmdö kommun och Uppland 59°15′39″N 18°27′22″Ö / 59.26076°N 18.45601°Ö
- Svartträsket (Värmdö socken, Uppland), sjö i Värmdö kommun och Uppland 59°18′15″N 18°33′22″Ö / 59.30422°N 18.55616°Ö
- Svartträsket (Vätö socken, Uppland), sjö i Norrtälje kommun och Uppland 59°50′08″N 18°58′30″Ö / 59.83547°N 18.97496°Ö
- Sågträsket (Värmdö socken, Uppland, 657400-166156), sjö i Värmdö kommun och Uppland 59°15′22″N 18°38′16″Ö / 59.25612°N 18.63770°Ö
- Sågträsket (Värmdö socken, Uppland, 657970-165832), sjö i Värmdö kommun och Uppland 59°18′30″N 18°35′07″Ö / 59.30845°N 18.58514°Ö
- Tolträsket, sjö i Östhammars kommun och Uppland 60°28′51″N 18°25′28″Ö / 60.48085°N 18.42449°Ö
- Tranviksträsket, sjö i Värmdö kommun och Uppland 59°20′55″N 18°40′48″Ö / 59.34860°N 18.68005°Ö
- Träsket (Blidö socken, Uppland), sjö i Norrtälje kommun och Uppland 59°35′57″N 18°49′20″Ö / 59.59924°N 18.82209°Ö
- Träsket (Länna socken, Uppland), sjö i Norrtälje kommun och Uppland 59°39′33″N 18°40′46″Ö / 59.65912°N 18.67943°Ö
- Träsket (Möja socken, Uppland), sjö i Värmdö kommun och Uppland 59°25′53″N 18°54′34″Ö / 59.43128°N 18.90956°Ö
- Träsket (Värmdö socken, Uppland), sjö i Värmdö kommun och Uppland 59°23′17″N 18°31′47″Ö / 59.38803°N 18.52967°Ö
- Tunaträsket, sjö i Värmdö kommun och Uppland 59°18′59″N 18°33′51″Ö / 59.31626°N 18.56416°Ö
- Uddträsket, Uppland, sjö i Östhammars kommun och Uppland 60°23′56″N 18°09′08″Ö / 60.39891°N 18.15221°Ö
- Uppebyträsket, sjö i Värmdö kommun och Uppland 59°16′42″N 18°46′06″Ö / 59.27845°N 18.76838°Ö
- Utvedareträsket, sjö i Norrtälje kommun och Uppland 59°48′18″N 18°55′28″Ö / 59.80487°N 18.92445°Ö
- Örträsket, Uppland, sjö i Värmdö kommun och Uppland 59°17′43″N 18°32′54″Ö / 59.29540°N 18.54843°Ö
- Abborrträsket, Ångermanland, sjö i Nordmalings kommun och Ångermanland 63°41′39″N 19°15′52″Ö / 63.69416°N 19.26438°Ö
- Bastuträsket, Ångermanland, sjö i Bjurholms kommun och Ångermanland 64°01′16″N 19°20′25″Ö / 64.02102°N 19.34023°Ö
- Gäddträsket (Nordmalings socken, Ångermanland), sjö i Nordmalings kommun och Ångermanland 63°42′04″N 19°16′36″Ö / 63.70113°N 19.27677°Ö
- Gäddträsket (Trehörningsjö socken, Ångermanland), sjö i Örnsköldsviks kommun och Ångermanland 63°43′28″N 18°44′00″Ö / 63.72452°N 18.73332°Ö
- Inner-Granträsket, sjö i Bjurholms kommun och Ångermanland 63°54′05″N 19°00′46″Ö / 63.90139°N 19.01284°Ö
- Islandsträsket, sjö i Bjurholms kommun och Ångermanland 63°57′41″N 19°26′05″Ö / 63.96130°N 19.43465°Ö
- Kvillträsket, sjö i Bjurholms kommun och Ångermanland 63°57′10″N 19°28′44″Ö / 63.95282°N 19.47890°Ö
- Laduträsket, Ångermanland, sjö i Nordmalings kommun och Ångermanland 63°43′22″N 19°15′07″Ö / 63.72284°N 19.25188°Ö
- Orrmyrträsket, sjö i Nordmalings kommun och Ångermanland 63°41′52″N 19°18′21″Ö / 63.69773°N 19.30591°Ö
- Stenträsket, Ångermanland, sjö i Nordmalings kommun och Ångermanland 63°43′01″N 19°14′33″Ö / 63.71704°N 19.24247°Ö
- Svanaträsket, Ångermanland, sjö i Bjurholms kommun och Ångermanland 63°59′33″N 18°39′08″Ö / 63.99260°N 18.65215°Ö
- Träsket, Ångermanland, sjö i Nordmalings kommun och Ångermanland 63°45′07″N 19°19′10″Ö / 63.75192°N 19.31951°Ö
- Ytter-Granträsket, sjö i Bjurholms kommun och Ångermanland 63°54′06″N 19°02′29″Ö / 63.90165°N 19.04141°Ö
- Abborrträsket, Västerbotten, sjö i Vindelns kommun och Västerbotten 64°30′02″N 19°22′44″Ö / 64.50064°N 19.37880°Ö
- Aggträsket, sjö i Norsjö kommun och Västerbotten 64°58′58″N 18°54′28″Ö / 64.98284°N 18.90783°Ö
- Alträsket, Västerbotten, sjö i Norsjö kommun och Västerbotten 65°07′47″N 19°32′16″Ö / 65.12972°N 19.53764°Ö
- Andersträsket, Västerbotten, sjö i Skellefteå kommun och Västerbotten 65°11′50″N 19°59′04″Ö / 65.19734°N 19.98456°Ö
- Antakträsket, sjö i Skellefteå kommun och Västerbotten 65°20′31″N 19°56′54″Ö / 65.34208°N 19.94840°Ö
- Arnträsket, Västerbotten, sjö i Norsjö kommun och Västerbotten 64°45′43″N 19°55′04″Ö / 64.76183°N 19.91787°Ö
- Aron-Olsaträsket, sjö i Robertsfors kommun och Västerbotten 64°19′33″N 20°56′04″Ö / 64.32589°N 20.93440°Ö
- Bastuträsket (Byske socken, Västerbotten), sjö i Skellefteå kommun och Västerbotten 65°09′14″N 20°57′10″Ö / 65.15399°N 20.95287°Ö
- Bastuträsket (Degerfors socken, Västerbotten), sjö i Vindelns kommun och Västerbotten 64°33′33″N 19°39′49″Ö / 64.55911°N 19.66356°Ö
- Bastuträsket (Norsjö socken, Västerbotten), sjö i Norsjö kommun och Västerbotten 64°48′40″N 20°00′32″Ö / 64.81121°N 20.00890°Ö
- Bastuträsket (Skellefteå socken, Västerbotten), sjö i Skellefteå kommun och Västerbotten 64°54′42″N 20°19′12″Ö / 64.91153°N 20.32011°Ö
- Bjurlidträsket, sjö i Skellefteå kommun och Västerbotten 64°50′43″N 20°22′07″Ö / 64.84525°N 20.36853°Ö
- Bjurstuträsket, sjö i Skellefteå kommun och Västerbotten 65°00′06″N 20°02′54″Ö / 65.00165°N 20.04820°Ö
- Bjurträsket (Degerfors socken, Västerbotten), sjö i Vindelns kommun och Västerbotten 64°36′27″N 19°29′00″Ö / 64.60755°N 19.48320°Ö
- Bjurträsket (Norsjö socken, Västerbotten), sjö i Norsjö kommun och Västerbotten 64°58′23″N 19°41′21″Ö / 64.97307°N 19.68924°Ö
- Bjännträsket, sjö i Umeå kommun och Västerbotten 64°17′12″N 20°15′29″Ö / 64.28666°N 20.25808°Ö
- Björkträsket (Byske socken, Västerbotten), sjö i Skellefteå kommun och Västerbotten 65°01′25″N 20°37′25″Ö / 65.02364°N 20.62356°Ö
- Björkträsket (Degerfors socken, Västerbotten), sjö i Vindelns kommun och Västerbotten 64°28′59″N 19°20′03″Ö / 64.48314°N 19.33403°Ö
- Björnträsket, Västerbotten, sjö i Norsjö kommun och Västerbotten 64°52′24″N 19°38′24″Ö / 64.87330°N 19.63995°Ö
- Blankträsket, sjö i Skellefteå kommun och Västerbotten 65°16′54″N 20°18′14″Ö / 65.28175°N 20.30379°Ö
- Blyträsket, sjö i Vindelns kommun och Västerbotten 64°14′02″N 19°54′18″Ö / 64.23392°N 19.90502°Ö
- Blåkullträsket, sjö i Vindelns kommun och Västerbotten 64°15′27″N 20°01′23″Ö / 64.25760°N 20.02300°Ö
- Boback-Träsket, sjö i Robertsfors kommun och Västerbotten 64°02′47″N 20°46′39″Ö / 64.04646°N 20.77763°Ö
- Bodaträsket, sjö i Skellefteå kommun och Västerbotten 64°39′20″N 21°02′32″Ö / 64.65545°N 21.04222°Ö
- Bodträsket, Västerbotten, sjö i Skellefteå kommun och Västerbotten 64°28′58″N 20°45′40″Ö / 64.48273°N 20.76120°Ö
- Braxenträsket, Västerbotten, sjö i Norsjö kommun och Västerbotten 64°49′19″N 19°43′35″Ö / 64.82182°N 19.72646°Ö
- Braxträsket, sjö i Norsjö kommun och Västerbotten 64°54′59″N 19°54′03″Ö / 64.91647°N 19.90093°Ö
- Bredträsket (Degerfors socken, Västerbotten), sjö i Vindelns kommun och Västerbotten 64°25′33″N 19°45′39″Ö / 64.42574°N 19.76075°Ö
- Bredträsket (Jörns socken, Västerbotten), sjö i Skellefteå kommun och Västerbotten 65°12′09″N 19°45′56″Ö / 65.20237°N 19.76564°Ö
- Bredträsket (Norsjö socken, Västerbotten), sjö i Norsjö kommun och Västerbotten 65°09′15″N 19°33′24″Ö / 65.15412°N 19.55666°Ö
- Bredträsket (Sävars socken, Västerbotten), sjö i Umeå kommun och Västerbotten 63°58′15″N 20°39′41″Ö / 63.97092°N 20.66147°Ö
- Brokträsket, sjö i Vindelns kommun och Västerbotten 64°26′22″N 19°46′03″Ö / 64.43957°N 19.76753°Ö
- Broträsket, sjö i Skellefteå kommun och Västerbotten 64°22′48″N 21°07′59″Ö / 64.38004°N 21.13293°Ö
- Bruträsket, sjö i Skellefteå kommun och Västerbotten 64°49′02″N 20°20′22″Ö / 64.81729°N 20.33953°Ö
- Brännträsket (Burträsks socken, Västerbotten), sjö i Skellefteå kommun och Västerbotten 64°33′01″N 20°00′31″Ö / 64.55039°N 20.00852°Ö
- Brännträsket (Byske socken, Västerbotten), sjö i Skellefteå kommun och Västerbotten 64°52′59″N 21°03′21″Ö / 64.88304°N 21.05593°Ö
- Brännträsket (Jörns socken, Västerbotten, 723853-169908), sjö i Skellefteå kommun och Västerbotten 65°11′24″N 20°03′13″Ö / 65.19001°N 20.05355°Ö
- Brännträsket (Jörns socken, Västerbotten, 724186-170825), sjö i Skellefteå kommun och Västerbotten 65°12′59″N 20°15′19″Ö / 65.21633°N 20.25518°Ö
- Brännträsket (Jörns socken, Västerbotten, 725180-170053), sjö i Skellefteå kommun och Västerbotten 65°18′30″N 20°05′55″Ö / 65.30841°N 20.09864°Ö
- Brännvattsträsket, sjö i Skellefteå kommun och Västerbotten 64°37′33″N 20°42′34″Ö / 64.62589°N 20.70937°Ö
- Bursiljeträsket, sjö i Skellefteå kommun och Västerbotten 64°28′46″N 20°52′01″Ö / 64.47940°N 20.86690°Ö
- Burträsket, Västerbotten, sjö i Skellefteå kommun och Västerbotten 64°30′54″N 20°41′32″Ö / 64.51489°N 20.69212°Ö
- Bygdeträsket, sjö i Skellefteå kommun och Västerbotten 64°24′54″N 20°27′19″Ö / 64.41490°N 20.45516°Ö
- Byssjaträsket, sjö i Vindelns kommun och Västerbotten 64°16′14″N 19°06′15″Ö / 64.27054°N 19.10418°Ö
- Byssträsket, Västerbotten, sjö i Lycksele kommun och Västerbotten 64°20′40″N 18°58′38″Ö / 64.34438°N 18.97715°Ö
- Båtträsket, sjö i Skellefteå kommun och Västerbotten 64°33′48″N 19°59′24″Ö / 64.56332°N 19.99004°Ö
- Degerträsket (Jörns socken, Västerbotten), sjö i Skellefteå kommun och Västerbotten 65°06′48″N 20°29′11″Ö / 65.11339°N 20.48644°Ö
- Degerträsket (Lövångers socken, Västerbotten), sjö i Skellefteå kommun och Västerbotten 64°27′48″N 21°16′43″Ö / 64.46336°N 21.27858°Ö
- Djupgravträsket, sjö i Skellefteå kommun och Västerbotten 64°25′46″N 21°19′59″Ö / 64.42947°N 21.33300°Ö
- Djupträsket (Jörns socken, Västerbotten), sjö i Skellefteå kommun och Västerbotten 65°14′04″N 19°55′08″Ö / 65.23437°N 19.91887°Ö
- Djupträsket (Skellefteå socken, Västerbotten), sjö i Skellefteå kommun och Västerbotten 64°43′26″N 20°04′42″Ö / 64.72387°N 20.07834°Ö
- Ekorrträsket, sjö i Lycksele kommun och Västerbotten 64°29′28″N 19°04′07″Ö / 64.49106°N 19.06870°Ö
- Falkträsket, sjö i Skellefteå kommun och Västerbotten 64°43′56″N 20°54′04″Ö / 64.73233°N 20.90099°Ö
- Falmarksträsket, sjö i Skellefteå kommun och Västerbotten 64°37′14″N 21°01′07″Ö / 64.62050°N 21.01850°Ö
- Finnforsbodträsket, sjö i Skellefteå kommun och Västerbotten 64°44′24″N 20°09′49″Ö / 64.73989°N 20.16353°Ö
- Finnforsträsket, sjö i Skellefteå kommun och Västerbotten 64°45′03″N 20°18′58″Ö / 64.75096°N 20.31618°Ö
- Finnträsket (Byske socken, Västerbotten), sjö i Skellefteå kommun och Västerbotten 65°06′17″N 21°01′36″Ö / 65.10467°N 21.02674°Ö
- Finnträsket (Jörns socken, Västerbotten), sjö i Skellefteå kommun och Västerbotten 65°09′45″N 20°32′19″Ö / 65.16244°N 20.53871°Ö
- Finnträsket (Norsjö socken, Västerbotten), sjö i Norsjö kommun och Västerbotten 65°04′35″N 19°18′10″Ö / 65.07648°N 19.30264°Ö
- Fräkenträsket, Västerbotten, sjö i Skellefteå kommun och Västerbotten 65°15′19″N 20°01′01″Ö / 65.25519°N 20.01708°Ö
- Furuträsket, Västerbotten, sjö i Vindelns kommun och Västerbotten 64°20′37″N 19°56′49″Ö / 64.34361°N 19.94685°Ö
- Fäbodsträsket, sjö i Vindelns kommun och Västerbotten 64°33′42″N 19°37′39″Ö / 64.56158°N 19.62757°Ö
- Fäbodträsket (Burträsks socken, Västerbotten, 716677-174721), sjö i Skellefteå kommun och Västerbotten 64°30′32″N 20°58′21″Ö / 64.50890°N 20.97254°Ö
- Fäbodträsket (Burträsks socken, Västerbotten, 718006-169331), sjö i Skellefteå kommun och Västerbotten 64°40′49″N 19°49′35″Ö / 64.68035°N 19.82640°Ö
- Fäbodträsket (Degerfors socken, Västerbotten), sjö i Vindelns kommun och Västerbotten 64°11′07″N 19°59′56″Ö / 64.18524°N 19.99900°Ö
- Fäbodträsket (Jörns socken, Västerbotten), sjö i Skellefteå kommun och Västerbotten 65°09′00″N 19°47′07″Ö / 65.14993°N 19.78535°Ö
- Fäbodträsket (Norsjö socken, Västerbotten, 720164-168956), sjö i Norsjö kommun och Västerbotten 64°52′22″N 19°48′01″Ö / 64.87285°N 19.80025°Ö
- Fäbodträsket (Norsjö socken, Västerbotten, 721373-168031), sjö i Norsjö kommun och Västerbotten 64°58′26″N 19°38′35″Ö / 64.97400°N 19.64293°Ö
- Fäträsket, sjö i Vindelns kommun och Västerbotten 64°21′09″N 19°20′43″Ö / 64.35247°N 19.34524°Ö
- Gissträsket, sjö i Norsjö kommun och Västerbotten 64°59′09″N 19°15′40″Ö / 64.98594°N 19.26110°Ö
- Gorkuträsket, sjö i Skellefteå kommun och Västerbotten 64°27′48″N 20°05′01″Ö / 64.46332°N 20.08361°Ö
- Granbergsträsket, Västerbotten, sjö i Skellefteå kommun och Västerbotten 65°05′47″N 19°50′53″Ö / 65.09651°N 19.84809°Ö
- Granträsket (Burträsks socken, Västerbotten), sjö i Skellefteå kommun och Västerbotten 64°44′01″N 19°39′15″Ö / 64.73371°N 19.65419°Ö
- Granträsket (Sävars socken, Västerbotten), sjö i Umeå kommun och Västerbotten 64°01′01″N 20°33′18″Ö / 64.01689°N 20.55491°Ö
- Granträsket (Vännäs socken, Västerbotten), sjö i Vännäs kommun och Västerbotten 63°56′05″N 19°30′16″Ö / 63.93484°N 19.50431°Ö
- Granöträsket, sjö i Skellefteå kommun och Västerbotten 64°28′18″N 19°59′21″Ö / 64.47161°N 19.98912°Ö
- Grubbträsket, sjö i Skellefteå kommun och Västerbotten 64°44′42″N 19°42′12″Ö / 64.74500°N 19.70332°Ö
- Grundträsket (Degerfors socken, Västerbotten), sjö i Vindelns kommun och Västerbotten 64°38′47″N 19°23′31″Ö / 64.64626°N 19.39208°Ö
- Grundträsket (Jörns socken, Västerbotten, 723476-168459), sjö i Skellefteå kommun och Västerbotten 65°09′45″N 19°44′33″Ö / 65.16256°N 19.74260°Ö
- Grundträsket (Jörns socken, Västerbotten, 723492-172006), sjö i Skellefteå kommun och Västerbotten 65°08′39″N 20°30′07″Ö / 65.14419°N 20.50191°Ö
- Grundträsket (Jörns socken, Västerbotten, 724152-170587), sjö i Skellefteå kommun och Västerbotten 65°12′28″N 20°12′25″Ö / 65.20787°N 20.20688°Ö
- Grundträsket (Norsjö socken, Västerbotten), sjö i Norsjö kommun och Västerbotten 64°51′19″N 19°56′19″Ö / 64.85514°N 19.93868°Ö
- Gummarksträsket, sjö i Skellefteå kommun och Västerbotten 64°39′50″N 20°48′44″Ö / 64.66398°N 20.81216°Ö
- Gäddträsket (Burträsks socken, Västerbotten), sjö i Skellefteå kommun och Västerbotten 64°44′05″N 19°46′40″Ö / 64.73467°N 19.77772°Ö
- Gäddträsket (Byske socken, Västerbotten), sjö i Skellefteå kommun och Västerbotten 65°00′11″N 20°54′14″Ö / 65.00317°N 20.90378°Ö
- Gäddträsket (Degerfors socken, Västerbotten), sjö i Vindelns kommun och Västerbotten 64°23′35″N 19°26′48″Ö / 64.39309°N 19.44677°Ö
- Gäddträsket (Jörns socken, Västerbotten, 720887-170548), sjö i Skellefteå kommun och Västerbotten 64°55′24″N 20°08′47″Ö / 64.92344°N 20.14634°Ö
- Gäddträsket (Jörns socken, Västerbotten, 722555-170368), sjö i Skellefteå kommun och Västerbotten 65°04′23″N 20°07′18″Ö / 65.07296°N 20.12174°Ö
- Gärdsmarksträsket, sjö i Skellefteå kommun och Västerbotten 64°40′43″N 20°51′56″Ö / 64.67870°N 20.86549°Ö
- Gådaträsket, sjö i Vindelns kommun och Västerbotten 64°30′50″N 19°28′07″Ö / 64.51388°N 19.46870°Ö
- Gåvaträsket, sjö i Skellefteå kommun och Västerbotten 65°03′25″N 21°07′02″Ö / 65.05696°N 21.11728°Ö
- Hedträsket, Västerbotten, sjö i Skellefteå kommun och Västerbotten 64°56′39″N 20°10′17″Ö / 64.94409°N 20.17152°Ö
- Hem-Träsket, sjö i Vindelns kommun och Västerbotten 64°22′33″N 19°57′35″Ö / 64.37595°N 19.95961°Ö
- Hemträsket (Burträsks socken, Västerbotten, 716630-169413), sjö i Skellefteå kommun och Västerbotten 64°32′33″N 19°51′23″Ö / 64.54253°N 19.85638°Ö
- Hemträsket (Burträsks socken, Västerbotten, 718064-168308), sjö i Skellefteå kommun och Västerbotten 64°41′14″N 19°37′38″Ö / 64.68725°N 19.62724°Ö
- Hemträsket (Byske socken, Västerbotten), sjö i Skellefteå kommun och Västerbotten 64°54′58″N 20°58′17″Ö / 64.91604°N 20.97129°Ö
- Hiträsket, sjö i Skellefteå kommun och Västerbotten 65°16′38″N 20°01′12″Ö / 65.27721°N 20.01996°Ö
- Hjuksnorträsket, sjö i Vindelns kommun och Västerbotten 64°25′40″N 19°44′00″Ö / 64.42783°N 19.73320°Ö
- Hjåggböleträsket, sjö i Skellefteå kommun och Västerbotten 64°34′07″N 20°57′23″Ö / 64.56873°N 20.95629°Ö
- Holmträsket (Burträsks socken, Västerbotten), sjö i Skellefteå kommun och Västerbotten 64°39′36″N 19°40′14″Ö / 64.66007°N 19.67058°Ö
- Holmträsket (Degerfors socken, Västerbotten), sjö i Vindelns kommun och Västerbotten 64°34′44″N 19°25′04″Ö / 64.57900°N 19.41770°Ö
- Holmträsket (Norsjö socken, Västerbotten), sjö i Norsjö kommun och Västerbotten 64°53′12″N 19°56′40″Ö / 64.88661°N 19.94437°Ö
- Hornsträsket, sjö i Skellefteå kommun och Västerbotten 65°01′45″N 20°05′33″Ö / 65.02914°N 20.09254°Ö
- Hästskoträsket, sjö i Skellefteå kommun och Västerbotten 65°16′10″N 20°02′08″Ö / 65.26932°N 20.03543°Ö
- Hökmarkträsket, sjö i Skellefteå kommun och Västerbotten 64°26′17″N 21°15′20″Ö / 64.43795°N 21.25559°Ö
- Höträsket (Sävars socken, Västerbotten, 711142-173089), sjö i Umeå kommun och Västerbotten 64°02′32″N 20°31′38″Ö / 64.04215°N 20.52722°Ö
- Höträsket (Sävars socken, Västerbotten, 713577-171514), sjö i Umeå kommun och Västerbotten 64°16′08″N 20°14′17″Ö / 64.26902°N 20.23808°Ö
- Ilvädersträsket, sjö i Skellefteå kommun och Västerbotten 64°25′01″N 20°08′25″Ö / 64.41681°N 20.14037°Ö
- Inner-Åträsket, sjö i Umeå kommun och Västerbotten 64°20′56″N 20°10′42″Ö / 64.34882°N 20.17837°Ö
- Innerträsket, Västerbotten, sjö i Vindelns kommun och Västerbotten 64°25′44″N 19°37′09″Ö / 64.42895°N 19.61905°Ö
- Inre Tväråträsket, Västerbotten, sjö i Skellefteå kommun och Västerbotten 65°06′39″N 20°34′57″Ö / 65.11080°N 20.58262°Ö
- Inre Vidbäcksträsket, sjö i Vindelns kommun och Västerbotten 64°16′25″N 19°08′06″Ö / 64.27362°N 19.13492°Ö
- Inre-Klippträsket, sjö i Norsjö kommun och Västerbotten 64°46′55″N 19°23′43″Ö / 64.78188°N 19.39536°Ö
- Inre-Långträsket, sjö i Norsjö kommun och Västerbotten 64°52′09″N 19°52′03″Ö / 64.86914°N 19.86752°Ö
- Inre-Småträsket, sjö i Vindelns kommun och Västerbotten 64°38′45″N 19°21′47″Ö / 64.64570°N 19.36310°Ö
- Inre-Träsket, sjö i Vindelns kommun och Västerbotten 64°23′02″N 19°56′58″Ö / 64.38388°N 19.94939°Ö
- Inreträsket, Västerbotten, sjö i Skellefteå kommun och Västerbotten 64°34′27″N 20°43′23″Ö / 64.57428°N 20.72307°Ö
- Isträsket, Västerbotten, sjö i Norsjö kommun och Västerbotten 65°06′46″N 19°19′28″Ö / 65.11279°N 19.32446°Ö
- Jonsträsket, sjö i Norsjö kommun och Västerbotten 64°46′12″N 20°01′56″Ö / 64.76994°N 20.03216°Ö
- Joppträsket, sjö i Vindelns kommun och Västerbotten 64°27′38″N 19°30′55″Ö / 64.46044°N 19.51523°Ö
- Järvträsket (Burträsks socken, Västerbotten, 715639-170589), sjö i Skellefteå kommun och Västerbotten 64°26′33″N 20°05′27″Ö / 64.44253°N 20.09077°Ö
- Järvträsket (Burträsks socken, Västerbotten, 717918-168192), sjö i Skellefteå kommun och Västerbotten 64°40′06″N 19°35′35″Ö / 64.66846°N 19.59314°Ö
- Jörnsträsket, sjö i Skellefteå kommun och Västerbotten 65°01′17″N 20°09′30″Ö / 65.02131°N 20.15822°Ö
- Kalvträsket (Burträsks socken, Västerbotten), sjö i Skellefteå kommun och Västerbotten 64°39′31″N 19°48′04″Ö / 64.65866°N 19.80118°Ö
- Kalvträsket (Degerfors socken, Västerbotten), sjö i Vindelns kommun och Västerbotten 64°31′53″N 19°28′30″Ö / 64.53151°N 19.47503°Ö
- Karsträsket, Västerbotten, sjö i Norsjö kommun och Västerbotten 64°52′10″N 19°58′58″Ö / 64.86936°N 19.98271°Ö
- Kattisträsket (Burträsks socken, Västerbotten), sjö i Skellefteå kommun och Västerbotten 64°32′56″N 19°50′17″Ö / 64.54896°N 19.83812°Ö
- Kattisträsket (Norsjö socken, Västerbotten, 719087-170063), sjö i Norsjö kommun och Västerbotten 64°45′36″N 20°01′37″Ö / 64.76011°N 20.02704°Ö
- Kattisträsket (Norsjö socken, Västerbotten, 719778-166599), sjö i Norsjö kommun och Västerbotten 64°51′06″N 19°17′39″Ö / 64.85173°N 19.29429°Ö
- Kaxträsket, sjö i Skellefteå kommun och Västerbotten 65°18′48″N 20°10′26″Ö / 65.31334°N 20.17401°Ö
- Kedträsket, sjö i Norsjö kommun och Västerbotten 64°56′51″N 19°46′17″Ö / 64.94756°N 19.77135°Ö
- Klintträsket, Västerbotten, sjö i Norsjö kommun och Västerbotten 64°46′19″N 19°44′04″Ö / 64.77193°N 19.73437°Ö
- Klockträsket, sjö i Skellefteå kommun och Västerbotten 64°56′22″N 20°13′35″Ö / 64.93942°N 20.22627°Ö
- Klubbträsket (Byske socken, Västerbotten), sjö i Skellefteå kommun och Västerbotten 65°12′17″N 20°47′05″Ö / 65.20463°N 20.78477°Ö
- Klubbträsket (Degerfors socken, Västerbotten), sjö i Vindelns kommun och Västerbotten 64°26′34″N 19°20′20″Ö / 64.44270°N 19.33880°Ö
- Kluddträsket, sjö i Vindelns kommun och Västerbotten 64°23′11″N 19°55′47″Ö / 64.38640°N 19.92985°Ö
- Knipträsket, sjö i Skellefteå kommun och Västerbotten 64°33′58″N 19°49′14″Ö / 64.56615°N 19.82061°Ö
- Kositräsket, sjö i Norsjö kommun och Västerbotten 64°53′39″N 19°08′14″Ö / 64.89430°N 19.13727°Ö
- Krokträsket (Byske socken, Västerbotten), sjö i Skellefteå kommun och Västerbotten 65°06′32″N 20°41′45″Ö / 65.10885°N 20.69576°Ö
- Krokträsket (Degerfors socken, Västerbotten), sjö i Vindelns kommun och Västerbotten 64°27′40″N 19°20′31″Ö / 64.46122°N 19.34182°Ö
- Kusträsket, Västerbotten, sjö i Skellefteå kommun och Västerbotten 65°03′46″N 20°10′37″Ö / 65.06273°N 20.17691°Ö
- Kuträsket, sjö i Skellefteå kommun och Västerbotten 64°30′45″N 19°52′12″Ö / 64.51250°N 19.87006°Ö
- Kvarnträsket, Västerbotten, sjö i Vindelns kommun och Västerbotten 64°13′15″N 19°57′29″Ö / 64.22074°N 19.95795°Ö
- Kvavisträsket, Västerbotten, sjö i Norsjö kommun och Västerbotten 64°55′52″N 19°41′16″Ö / 64.93116°N 19.68782°Ö
- Kyrkbäckträsket, sjö i Skellefteå kommun och Västerbotten 64°38′56″N 20°40′43″Ö / 64.64894°N 20.67852°Ö
- Lapphusträsket, sjö i Skellefteå kommun och Västerbotten 64°39′15″N 19°29′46″Ö / 64.65403°N 19.49599°Ö
- Lappträsket (Degerfors socken, Västerbotten), sjö i Vindelns kommun och Västerbotten 64°14′56″N 19°05′36″Ö / 64.24888°N 19.09334°Ö
- Lappträsket (Jörns socken, Västerbotten), sjö i Skellefteå kommun och Västerbotten 65°16′27″N 19°53′01″Ö / 65.27405°N 19.88365°Ö
- Lidträsket, Västerbotten, sjö i Skellefteå kommun och Västerbotten 65°00′09″N 20°42′19″Ö / 65.00246°N 20.70515°Ö
- Lill-Blåbergsträsket, sjö i Skellefteå kommun och Västerbotten 64°37′34″N 20°13′45″Ö / 64.62615°N 20.22925°Ö
- Lill-Byssjaträsket, sjö i Vindelns kommun och Västerbotten 64°20′34″N 19°03′10″Ö / 64.34272°N 19.05276°Ö
- Lill-Djupträsket, sjö i Skellefteå kommun och Västerbotten 65°14′02″N 19°54′08″Ö / 65.23383°N 19.90229°Ö
- Lill-Ekträsket, sjö i Vindelns kommun och Västerbotten 64°29′25″N 19°48′18″Ö / 64.49030°N 19.80488°Ö
- Lill-Godträsket, Västerbotten, sjö i Vindelns kommun och Västerbotten 64°35′25″N 19°41′40″Ö / 64.59019°N 19.69452°Ö
- Lill-Granöträsket, sjö i Skellefteå kommun och Västerbotten 64°28′53″N 19°57′36″Ö / 64.48133°N 19.95999°Ö
- Lill-Holmträsket, Västerbotten, sjö i Skellefteå kommun och Västerbotten 64°42′50″N 19°36′49″Ö / 64.71401°N 19.61359°Ö
- Lill-Klintträsket, sjö i Skellefteå kommun och Västerbotten 65°09′16″N 20°09′19″Ö / 65.15447°N 20.15529°Ö
- Lill-Krokträsket, sjö i Skellefteå kommun och Västerbotten 64°45′02″N 19°32′08″Ö / 64.75067°N 19.53547°Ö
- Lill-Renträsket, Västerbotten, sjö i Vindelns kommun och Västerbotten 64°31′23″N 19°46′43″Ö / 64.52318°N 19.77862°Ö
- Lill-Selträsket, sjö i Skellefteå kommun och Västerbotten 64°29′29″N 21°21′28″Ö / 64.49133°N 21.35784°Ö
- Lill-Skärträsket, sjö i Umeå kommun och Västerbotten 64°08′20″N 20°06′01″Ö / 64.13898°N 20.10023°Ö
- Lill-Stavträsket (Burträsks socken, Västerbotten), sjö i Skellefteå kommun och Västerbotten 64°37′13″N 19°51′53″Ö / 64.62037°N 19.86463°Ö
- Lill-Stavträsket (Norsjö socken, Västerbotten), sjö i Norsjö kommun och Västerbotten 64°48′03″N 19°59′55″Ö / 64.80090°N 19.99865°Ö
- Lill-Stensträsket, sjö i Skellefteå kommun och Västerbotten 64°37′53″N 20°36′21″Ö / 64.63146°N 20.60580°Ö
- Lill-Sundträsket, sjö i Skellefteå kommun och Västerbotten 65°01′39″N 21°25′24″Ö / 65.02758°N 21.42340°Ö
- Lill-Träsket, sjö i Vindelns kommun och Västerbotten 64°22′08″N 19°57′59″Ö / 64.36875°N 19.96640°Ö
- Lillholmträsket, sjö i Norsjö kommun och Västerbotten 65°01′15″N 19°09′00″Ö / 65.02071°N 19.15006°Ö
- Lillhusträsket, sjö i Vindelns kommun och Västerbotten 64°27′44″N 19°24′37″Ö / 64.46216°N 19.41018°Ö
- Lillkågeträsket, sjö i Skellefteå kommun och Västerbotten 64°59′04″N 20°40′54″Ö / 64.98444°N 20.68167°Ö
- Lillmörtträsket, sjö i Vindelns kommun och Västerbotten 64°26′35″N 19°25′19″Ö / 64.44310°N 19.42181°Ö
- Lillsävarträsket, sjö i Umeå kommun och Västerbotten 64°21′11″N 20°04′41″Ö / 64.35304°N 20.07806°Ö
- Lillträsket (Bureå socken, Västerbotten), sjö i Skellefteå kommun och Västerbotten 64°32′05″N 21°21′01″Ö / 64.53462°N 21.35015°Ö
- Lillträsket (Burträsks socken, Västerbotten), sjö i Skellefteå kommun och Västerbotten 64°24′08″N 20°07′28″Ö / 64.40227°N 20.12457°Ö
- Lillträsket (Degerfors socken, Västerbotten, 713074-166781), sjö i Vindelns kommun och Västerbotten 64°14′37″N 19°15′20″Ö / 64.24361°N 19.25555°Ö
- Lillträsket (Degerfors socken, Västerbotten, 713147-170230), sjö i Vindelns kommun och Västerbotten 64°13′58″N 19°58′20″Ö / 64.23282°N 19.97236°Ö
- Lillträsket (Hörnefors socken, Västerbotten), sjö i Umeå kommun och Västerbotten 63°33′16″N 19°46′07″Ö / 63.55438°N 19.76869°Ö
- Lillträsket (Jörns socken, Västerbotten, 721164-170750), sjö i Skellefteå kommun och Västerbotten 64°56′41″N 20°11′31″Ö / 64.94466°N 20.19196°Ö
- Lillträsket (Jörns socken, Västerbotten, 722593-170015), sjö i Skellefteå kommun och Västerbotten 65°04′39″N 20°03′16″Ö / 65.07749°N 20.05453°Ö
- Lillträsket (Jörns socken, Västerbotten, 723744-171854), sjö i Skellefteå kommun och Västerbotten 65°10′18″N 20°27′59″Ö / 65.17163°N 20.46637°Ö
- Lillträsket (Jörns socken, Västerbotten, 724887-168821), sjö i Skellefteå kommun och Västerbotten 65°17′14″N 19°50′12″Ö / 65.28717°N 19.83675°Ö
- Lillträsket (Jörns socken, Västerbotten, 725638-169133), sjö i Skellefteå kommun och Västerbotten 65°21′20″N 19°54′44″Ö / 65.35556°N 19.91222°Ö
- Lillträsket (Norsjö socken, Västerbotten, 719554-166890), sjö i Norsjö kommun och Västerbotten 64°49′26″N 19°22′02″Ö / 64.82378°N 19.36721°Ö
- Lillträsket (Norsjö socken, Västerbotten, 720980-166931), sjö i Norsjö kommun och Västerbotten 64°56′25″N 19°21′54″Ö / 64.94021°N 19.36510°Ö
- Lillträsket (Norsjö socken, Västerbotten, 722488-167951), sjö i Norsjö kommun och Västerbotten 65°04′51″N 19°37′08″Ö / 65.08097°N 19.61895°Ö
- Lillträsket (Skellefteå socken, Västerbotten), sjö i Skellefteå kommun och Västerbotten 64°56′02″N 20°39′15″Ö / 64.93401°N 20.65405°Ö
- Lillträsket (Sävars socken, Västerbotten), sjö i Umeå kommun och Västerbotten 64°08′45″N 20°26′53″Ö / 64.14574°N 20.44809°Ö
- Ljusträsket (Burträsks socken, Västerbotten), sjö i Skellefteå kommun och Västerbotten 64°36′49″N 19°49′35″Ö / 64.61351°N 19.82635°Ö
- Ljusträsket (Norsjö socken, Västerbotten, 720647-169420), sjö i Norsjö kommun och Västerbotten 64°53′56″N 19°54′42″Ö / 64.89875°N 19.91156°Ö
- Ljusträsket (Norsjö socken, Västerbotten, 720876-168895), sjö i Norsjö kommun och Västerbotten 64°55′54″N 19°47′28″Ö / 64.93176°N 19.79103°Ö
- Ljusträsket (Norsjö socken, Västerbotten, 721247-164092), sjö i Norsjö kommun och Västerbotten 64°59′06″N 18°47′03″Ö / 64.98510°N 18.78404°Ö
- Ljusträsket (Skellefteå socken, Västerbotten), sjö i Skellefteå kommun och Västerbotten 64°50′22″N 20°10′19″Ö / 64.83957°N 20.17207°Ö
- Lobbträsket, Västerbotten, sjö i Robertsfors kommun och Västerbotten 64°19′11″N 21°08′04″Ö / 64.31981°N 21.13453°Ö
- Lossmenträsket, sjö i Skellefteå kommun och Västerbotten 64°39′53″N 19°31′33″Ö / 64.66468°N 19.52595°Ö
- Lubboträsket, sjö i Skellefteå kommun och Västerbotten 64°32′07″N 19°56′59″Ö / 64.53517°N 19.94962°Ö
- Lundsträsket, sjö i Norsjö kommun och Västerbotten 64°45′08″N 20°01′56″Ö / 64.75223°N 20.03233°Ö
- Långnästräsket, sjö i Skellefteå kommun och Västerbotten 65°06′02″N 20°06′15″Ö / 65.10042°N 20.10424°Ö
- Långträsket (Burträsks socken, Västerbotten), sjö i Skellefteå kommun och Västerbotten 64°31′43″N 20°03′50″Ö / 64.52849°N 20.06399°Ö
- Långträsket (Bygdeå socken, Västerbotten), sjö i Robertsfors kommun och Västerbotten 64°08′31″N 20°28′05″Ö / 64.14186°N 20.46802°Ö
- Långträsket (Degerfors socken, Västerbotten), sjö i Vindelns kommun och Västerbotten 64°31′47″N 19°39′30″Ö / 64.52961°N 19.65835°Ö
- Långträsket (Jörns socken, Västerbotten), sjö i Skellefteå kommun och Västerbotten 65°12′32″N 19°53′54″Ö / 65.20879°N 19.89820°Ö
- Långträsket (Norsjö socken, Västerbotten), sjö i Norsjö kommun och Västerbotten 64°52′14″N 19°18′11″Ö / 64.87056°N 19.30307°Ö
- Långträsket (Skellefteå socken, Västerbotten), sjö i Skellefteå kommun och Västerbotten 64°49′50″N 20°17′21″Ö / 64.83068°N 20.28923°Ö
- Maltträsket, sjö i Vindelns kommun och Västerbotten 64°35′45″N 19°10′52″Ö / 64.59592°N 19.18098°Ö
- Manjaurträsket, sjö i Vindelns kommun och Västerbotten 64°42′38″N 19°19′33″Ö / 64.71053°N 19.32585°Ö
- Maurträsket, sjö i Norsjö kommun och Västerbotten 65°03′25″N 19°31′30″Ö / 65.05683°N 19.52509°Ö
- Melsträsket, sjö i Skellefteå kommun och Västerbotten 65°08′59″N 20°31′14″Ö / 65.14980°N 20.52064°Ö
- Mensträsket (Norsjö socken, Västerbotten, 718557-169796), sjö i Norsjö kommun och Västerbotten 64°43′51″N 19°55′04″Ö / 64.73084°N 19.91778°Ö
- Mensträsket (Norsjö socken, Västerbotten, 722169-166757), sjö i Malå kommun och Västerbotten 65°04′47″N 19°20′52″Ö / 65.07982°N 19.34778°Ö
- Mensträsket (Skellefteå socken, Västerbotten), sjö i Skellefteå kommun och Västerbotten 64°39′38″N 20°44′54″Ö / 64.66064°N 20.74839°Ö
- Mickelsträsket, sjö i Umeå kommun och Västerbotten 64°07′53″N 20°11′12″Ö / 64.13137°N 20.18668°Ö
- Missenträsket, sjö i Skellefteå kommun och Västerbotten 65°12′17″N 19°42′13″Ö / 65.20481°N 19.70353°Ö
- Mitti-Åträsket, sjö i Umeå kommun och Västerbotten 64°20′10″N 20°11′50″Ö / 64.33613°N 20.19728°Ö
- Mittiträsket, Västerbotten, sjö i Umeå kommun och Västerbotten 64°18′46″N 20°17′52″Ö / 64.31286°N 20.29773°Ö
- Mjöträsket (Burträsks socken, Västerbotten, 716003-169926), sjö i Skellefteå kommun och Västerbotten 64°29′19″N 19°56′14″Ö / 64.48862°N 19.93735°Ö
- Mjöträsket (Burträsks socken, Västerbotten, 716520-169491), sjö i Skellefteå kommun och Västerbotten 64°32′03″N 19°52′19″Ö / 64.53428°N 19.87185°Ö
- Mjöträsket (Burträsks socken, Västerbotten, 716956-170128), sjö i Skellefteå kommun och Västerbotten 64°34′16″N 20°00′24″Ö / 64.57111°N 20.00670°Ö
- Mjöträsket (Degerfors socken, Västerbotten), sjö i Vindelns kommun och Västerbotten 64°21′25″N 19°01′53″Ö / 64.35684°N 19.03143°Ö
- Mjövattsträsket, sjö i Skellefteå kommun och Västerbotten 64°32′30″N 20°57′34″Ö / 64.54164°N 20.95953°Ö
- Mossarotträsket (Degerfors socken, Västerbotten), sjö i Vindelns kommun och Västerbotten 64°31′08″N 19°07′01″Ö / 64.51889°N 19.11705°Ö
- Mossarotträsket (Jörns socken, Västerbotten), sjö i Skellefteå kommun och Västerbotten 65°03′58″N 19°59′44″Ö / 65.06622°N 19.99547°Ö
- Myrträsket (Burträsks socken, Västerbotten, 714554-171474), sjö i Skellefteå kommun och Västerbotten 64°21′01″N 20°15′03″Ö / 64.35014°N 20.25094°Ö
- Myrträsket (Burträsks socken, Västerbotten, 716173-170352), sjö i Skellefteå kommun och Västerbotten 64°30′01″N 20°01′53″Ö / 64.50023°N 20.03144°Ö
- Myrträsket (Degerfors socken, Västerbotten), sjö i Vindelns kommun och Västerbotten 64°22′48″N 19°45′30″Ö / 64.37990°N 19.75830°Ö
- Myrträsket (Jörns socken, Västerbotten, 723406-170688), sjö i Skellefteå kommun och Västerbotten 65°08′53″N 20°12′35″Ö / 65.14812°N 20.20978°Ö
- Myrträsket (Jörns socken, Västerbotten, 724371-172502), sjö i Skellefteå kommun och Västerbotten 65°13′06″N 20°36′35″Ö / 65.21843°N 20.60978°Ö
- Myrträsket (Norsjö socken, Västerbotten), sjö i Norsjö kommun och Västerbotten 64°48′23″N 19°58′26″Ö / 64.80645°N 19.97380°Ö
- Myrträsket (Skellefteå socken, Västerbotten), sjö i Skellefteå kommun och Västerbotten 64°44′39″N 20°12′58″Ö / 64.74418°N 20.21618°Ö
- Månsträsket (Burträsks socken, Västerbotten), sjö i Skellefteå kommun och Västerbotten 64°43′46″N 19°24′42″Ö / 64.72957°N 19.41174°Ö
- Månsträsket (Norsjö socken, Västerbotten), sjö i Norsjö kommun och Västerbotten 64°50′09″N 19°55′33″Ö / 64.83573°N 19.92578°Ö
- Mörtträsket (Burträsks socken, Västerbotten, 715886-170767), sjö i Skellefteå kommun och Västerbotten 64°28′33″N 20°06′39″Ö / 64.47573°N 20.11096°Ö
- Mörtträsket (Burträsks socken, Västerbotten, 717055-170504), sjö i Skellefteå kommun och Västerbotten 64°34′41″N 20°04′40″Ö / 64.57805°N 20.07780°Ö
- Neboträsket, sjö i Skellefteå kommun och Västerbotten 64°34′08″N 20°35′04″Ö / 64.56886°N 20.58451°Ö
- Nedre Burträsket, sjö i Skellefteå kommun och Västerbotten 64°42′30″N 20°06′49″Ö / 64.70829°N 20.11348°Ö
- Njusträsket, sjö i Norsjö kommun och Västerbotten 64°51′12″N 20°07′17″Ö / 64.85327°N 20.12128°Ö
- Norra Bastuträsket, sjö i Skellefteå kommun och Västerbotten 64°55′52″N 20°42′57″Ö / 64.93108°N 20.71582°Ö
- Norrestträsket, sjö i Norsjö kommun och Västerbotten 64°53′41″N 19°47′09″Ö / 64.89462°N 19.78573°Ö
- Norrträsket, Västerbotten, sjö i Skellefteå kommun och Västerbotten 65°07′21″N 21°13′14″Ö / 65.12242°N 21.22050°Ö
- Norsträsket, sjö i Skellefteå kommun och Västerbotten 64°26′23″N 20°02′32″Ö / 64.43971°N 20.04228°Ö
- Nyträsket (Jörns socken, Västerbotten, 721811-171800), sjö i Skellefteå kommun och Västerbotten 65°00′10″N 20°25′48″Ö / 65.00279°N 20.43007°Ö
- Nyträsket (Jörns socken, Västerbotten, 722658-169860), sjö i Skellefteå kommun och Västerbotten 65°05′13″N 20°01′04″Ö / 65.08698°N 20.01770°Ö
- Näverkåtaträsket, sjö i Norsjö kommun och Västerbotten 64°52′00″N 19°38′06″Ö / 64.86678°N 19.63501°Ö
- Nörd-Abborrträsket, sjö i Skellefteå kommun och Västerbotten 65°18′25″N 20°02′49″Ö / 65.30708°N 20.04708°Ö
- Nörd-Brunträsket, sjö i Norsjö kommun och Västerbotten 65°05′11″N 19°14′14″Ö / 65.08635°N 19.23729°Ö
- Nörd-Gräsandträsket, sjö i Skellefteå kommun och Västerbotten 65°18′45″N 19°50′37″Ö / 65.31250°N 19.84363°Ö
- Nörd-Lidsträsket, sjö i Norsjö kommun och Västerbotten 64°49′25″N 19°46′25″Ö / 64.82353°N 19.77353°Ö
- Nördträsket (Byske socken, Västerbotten), sjö i Skellefteå kommun och Västerbotten 65°01′29″N 20°45′26″Ö / 65.02465°N 20.75730°Ö
- Nördträsket (Sävars socken, Västerbotten), sjö i Skellefteå kommun och Västerbotten 64°18′58″N 20°18′20″Ö / 64.31603°N 20.30549°Ö
- Ol-Olsaträsket, sjö i Skellefteå kommun och Västerbotten 64°37′07″N 20°23′24″Ö / 64.61873°N 20.38992°Ö
- Orrträsket, Västerbotten, sjö i Skellefteå kommun och Västerbotten 64°43′24″N 20°13′46″Ö / 64.72347°N 20.22940°Ö
- Ostträsket, sjö i Skellefteå kommun och Västerbotten 64°55′01″N 21°02′50″Ö / 64.91698°N 21.04733°Ö
- Per-Isaksaträsket, sjö i Skellefteå kommun och Västerbotten 64°37′16″N 20°21′58″Ö / 64.62117°N 20.36624°Ö
- Petikträsket, sjö i Norsjö kommun och Västerbotten 65°03′44″N 19°42′58″Ö / 65.06229°N 19.71607°Ö
- Petisträsket, sjö i Vindelns kommun och Västerbotten 64°33′52″N 19°41′41″Ö / 64.56431°N 19.69479°Ö
- Petträsket, Västerbotten, sjö i Norsjö kommun och Västerbotten 65°06′51″N 19°25′13″Ö / 65.11410°N 19.42034°Ö
- Ragvaldsträsket, sjö i Skellefteå kommun och Västerbotten 64°37′22″N 20°50′23″Ö / 64.62276°N 20.83976°Ö
- Ralträsket, sjö i Vindelns kommun och Västerbotten 64°11′22″N 19°20′38″Ö / 64.18950°N 19.34398°Ö
- Renträsket, Västerbotten, sjö i Lycksele kommun och Västerbotten 64°38′48″N 19°10′09″Ö / 64.64666°N 19.16906°Ö
- Risträsket, Västerbotten, sjö i Umeå kommun och Västerbotten 64°00′42″N 20°37′36″Ö / 64.01173°N 20.62677°Ö
- Risåträsket, sjö i Skellefteå kommun och Västerbotten 64°37′29″N 20°03′07″Ö / 64.62463°N 20.05183°Ö
- Rökträsket, sjö i Norsjö kommun och Västerbotten 64°58′11″N 18°51′07″Ö / 64.96963°N 18.85204°Ö
- Rönnträsket (Degerfors socken, Västerbotten, 712897-165905), sjö i Lycksele kommun och Västerbotten 64°13′55″N 19°04′35″Ö / 64.23193°N 19.07627°Ö
- Rönnträsket (Degerfors socken, Västerbotten, 715329-168020), sjö i Vindelns kommun och Västerbotten 64°26′03″N 19°32′46″Ö / 64.43406°N 19.54617°Ö
- Rörträsket (Jörns socken, Västerbotten, 722532-172537), sjö i Skellefteå kommun och Västerbotten 65°03′13″N 20°36′12″Ö / 65.05350°N 20.60342°Ö
- Rörträsket (Jörns socken, Västerbotten, 724458-170009), sjö i Skellefteå kommun och Västerbotten 65°14′28″N 20°05′23″Ö / 65.24118°N 20.08985°Ö
- Rörträsket (Jörns socken, Västerbotten, 724773-169782), sjö i Skellefteå kommun och Västerbotten 65°16′17″N 20°02′29″Ö / 65.27140°N 20.04134°Ö
- Rörträsket (Norsjö socken, Västerbotten, 719995-168678), sjö i Norsjö kommun och Västerbotten 64°51′23″N 19°43′56″Ö / 64.85643°N 19.73214°Ö
- Rörträsket (Norsjö socken, Västerbotten, 723309-167944), sjö i Norsjö kommun och Västerbotten 65°09′20″N 19°37′13″Ö / 65.15557°N 19.62028°Ö
- Rösnästräsket, sjö i Skellefteå kommun och Västerbotten 64°54′52″N 21°11′37″Ö / 64.91453°N 21.19368°Ö
- Sikträsket (Jörns socken, Västerbotten), sjö i Skellefteå kommun och Västerbotten 65°19′56″N 19°55′48″Ö / 65.33226°N 19.92987°Ö
- Sikträsket (Norsjö socken, Västerbotten), sjö i Norsjö kommun och Västerbotten 64°49′36″N 19°51′09″Ö / 64.82670°N 19.85247°Ö
- Sittuträsket, sjö i Skellefteå kommun och Västerbotten 64°35′30″N 20°21′07″Ö / 64.59177°N 20.35190°Ö
- Själbodträsket, sjö i Skellefteå kommun och Västerbotten 64°54′30″N 21°08′15″Ö / 64.90837°N 21.13758°Ö
- Skatträsket, Västerbotten, sjö i Skellefteå kommun och Västerbotten 65°17′42″N 20°03′48″Ö / 65.29494°N 20.06338°Ö
- Skidträsket (Jörns socken, Västerbotten), sjö i Skellefteå kommun och Västerbotten 65°01′06″N 20°04′04″Ö / 65.01835°N 20.06764°Ö
- Skidträsket (Vännäs socken, Västerbotten), sjö i Vännäs kommun och Västerbotten 63°57′04″N 19°32′00″Ö / 63.95107°N 19.53341°Ö
- Skorvträsket, sjö i Skellefteå kommun och Västerbotten 64°35′08″N 19°54′51″Ö / 64.58549°N 19.91420°Ö
- Skråmträsket, sjö i Skellefteå kommun och Västerbotten 64°39′26″N 20°36′31″Ö / 64.65716°N 20.60867°Ö
- Skäggträsket, sjö i Norsjö kommun och Västerbotten 64°59′41″N 19°28′20″Ö / 64.99464°N 19.47229°Ö
- Skällträsket, Västerbotten, sjö i Vindelns kommun och Västerbotten 64°25′17″N 19°31′24″Ö / 64.42144°N 19.52325°Ö
- Skärträsket, sjö i Umeå kommun och Västerbotten 64°08′50″N 20°07′03″Ö / 64.14710°N 20.11753°Ö
- Slipträsket, sjö i Vindelns kommun och Västerbotten 64°31′04″N 19°32′37″Ö / 64.51774°N 19.54366°Ö
- Slyträsket, Västerbotten, sjö i Skellefteå kommun och Västerbotten 65°03′16″N 19°51′40″Ö / 65.05456°N 19.86109°Ö
- Småträsket, Västerbotten, sjö i Skellefteå kommun och Västerbotten 65°13′15″N 20°07′46″Ö / 65.22082°N 20.12938°Ö
- Spölträsket, sjö i Skellefteå kommun och Västerbotten 64°37′39″N 19°46′18″Ö / 64.62757°N 19.77169°Ö
- Stavaträsket, Västerbotten, sjö i Skellefteå kommun och Västerbotten 65°02′51″N 20°26′17″Ö / 65.04740°N 20.43802°Ö
- Stavträsket (Burträsks socken, Västerbotten), sjö i Skellefteå kommun och Västerbotten 64°36′29″N 19°52′12″Ö / 64.60792°N 19.86988°Ö
- Stavträsket (Jörns socken, Västerbotten), sjö i Skellefteå kommun och Västerbotten 65°02′07″N 20°03′03″Ö / 65.03519°N 20.05077°Ö
- Stavträsket (Skellefteå socken, Västerbotten), sjö i Skellefteå kommun och Västerbotten 64°54′08″N 20°13′54″Ö / 64.90232°N 20.23180°Ö
- Stavträsket (Sävars socken, Västerbotten), sjö i Skellefteå kommun och Västerbotten 64°20′24″N 20°14′19″Ö / 64.33991°N 20.23872°Ö
- Steningsträsket, sjö i Norsjö kommun och Västerbotten 64°48′00″N 20°06′33″Ö / 64.80007°N 20.10918°Ö
- Stensträsket (Jörns socken, Västerbotten, 723933-168701), sjö i Skellefteå kommun och Västerbotten 65°11′50″N 19°49′11″Ö / 65.19726°N 19.81963°Ö
- Stensträsket (Jörns socken, Västerbotten, 724259-169600), sjö i Skellefteå kommun och Västerbotten 65°13′43″N 19°59′13″Ö / 65.22863°N 19.98694°Ö
- Stensträsket (Norsjö socken, Västerbotten), sjö i Norsjö kommun och Västerbotten 64°46′51″N 19°35′57″Ö / 64.78094°N 19.59903°Ö
- Stenträsket (Burträsks socken, Västerbotten, 716275-169649), sjö i Skellefteå kommun och Västerbotten 64°31′00″N 19°54′30″Ö / 64.51665°N 19.90822°Ö
- Stenträsket (Burträsks socken, Västerbotten, 717664-168968), sjö i Skellefteå kommun och Västerbotten 64°38′34″N 19°45′30″Ö / 64.64284°N 19.75841°Ö
- Stenträsket (Bygdeå socken, Västerbotten), sjö i Robertsfors kommun och Västerbotten 64°07′55″N 20°30′40″Ö / 64.13193°N 20.51121°Ö
- Stenträsket (Degerfors socken, Västerbotten), sjö i Vindelns kommun och Västerbotten 64°24′39″N 19°14′22″Ö / 64.41075°N 19.23938°Ö
- Stenträsket (Jörns socken, Västerbotten), sjö i Skellefteå kommun och Västerbotten 65°07′35″N 20°10′22″Ö / 65.12629°N 20.17265°Ö
- Stenträsket (Norsjö socken, Västerbotten), sjö i Lycksele kommun och Västerbotten 64°51′00″N 19°10′09″Ö / 64.85004°N 19.16914°Ö
- Stockträsket, Västerbotten, sjö i Vindelns kommun och Västerbotten 64°22′36″N 19°44′36″Ö / 64.37662°N 19.74331°Ö
- Stor-Blåbergsträsket, sjö i Skellefteå kommun och Västerbotten 64°38′48″N 20°15′02″Ö / 64.64654°N 20.25060°Ö
- Stor-Ekträsket, sjö i Vindelns kommun och Västerbotten 64°30′51″N 19°44′47″Ö / 64.51416°N 19.74645°Ö
- Stor-Frängsträsket, sjö i Norsjö kommun och Västerbotten 64°57′02″N 19°38′43″Ö / 64.95059°N 19.64529°Ö
- Stor-Godträsket, sjö i Vindelns kommun och Västerbotten 64°36′01″N 19°40′38″Ö / 64.60016°N 19.67733°Ö
- Stor-Husträsket, sjö i Vindelns kommun och Västerbotten 64°27′46″N 19°23′15″Ö / 64.46289°N 19.38760°Ö
- Stor-Klintträsket, sjö i Skellefteå kommun och Västerbotten 65°10′27″N 20°10′22″Ö / 65.17409°N 20.17284°Ö
- Stor-Krokträsket, sjö i Skellefteå kommun och Västerbotten 64°45′08″N 19°33′13″Ö / 64.75219°N 19.55356°Ö
- Stor-Renträsket, Västerbotten, sjö i Skellefteå kommun och Västerbotten 64°32′13″N 19°48′42″Ö / 64.53701°N 19.81173°Ö
- Stor-Selsträsket, sjö i Skellefteå kommun och Västerbotten 64°29′27″N 21°21′08″Ö / 64.49092°N 21.35212°Ö
- Stor-Stavträsket, sjö i Norsjö kommun och Västerbotten 64°47′31″N 20°00′19″Ö / 64.79200°N 20.00527°Ö
- Stor-Stensträsket, sjö i Skellefteå kommun och Västerbotten 64°37′20″N 20°36′30″Ö / 64.62220°N 20.60835°Ö
- Stor-Sundträsket, sjö i Skellefteå kommun och Västerbotten 65°01′39″N 21°25′09″Ö / 65.02756°N 21.41914°Ö
- Stor-Örträsket, sjö i Skellefteå kommun och Västerbotten 64°31′14″N 20°01′18″Ö / 64.52063°N 20.02167°Ö
- Stora Hamnträsket, sjö i Skellefteå kommun och Västerbotten 64°53′01″N 21°10′16″Ö / 64.88369°N 21.17119°Ö
- Storkågeträsket, sjö i Skellefteå kommun och Västerbotten 64°58′14″N 20°35′25″Ö / 64.97050°N 20.59021°Ö
- Stormörtträsket, sjö i Vindelns kommun och Västerbotten 64°26′52″N 19°23′52″Ö / 64.44765°N 19.39767°Ö
- Storsävarträsket, sjö i Vindelns kommun och Västerbotten 64°24′54″N 20°00′18″Ö / 64.41491°N 20.00499°Ö
- Storträsket (Bureå socken, Västerbotten), sjö i Skellefteå kommun och Västerbotten 64°30′57″N 21°21′51″Ö / 64.51582°N 21.36429°Ö
- Storträsket (Burträsks socken, Västerbotten), sjö i Skellefteå kommun och Västerbotten 64°29′40″N 19°57′20″Ö / 64.49448°N 19.95553°Ö
- Storträsket (Hörnefors socken, Västerbotten), sjö i Umeå kommun och Västerbotten 63°33′26″N 19°46′23″Ö / 63.55731°N 19.77313°Ö
- Storträsket (Jörns socken, Västerbotten), sjö i Skellefteå kommun och Västerbotten 65°10′07″N 20°01′40″Ö / 65.16855°N 20.02767°Ö
- Storträsket (Norsjö socken, Västerbotten, 719467-166888), sjö i Norsjö kommun och Västerbotten 64°49′27″N 19°20′22″Ö / 64.82408°N 19.33941°Ö
- Storträsket (Norsjö socken, Västerbotten, 720189-169343), sjö i Norsjö kommun och Västerbotten 64°51′36″N 19°54′17″Ö / 64.86004°N 19.90459°Ö
- Svartbäcksträsket, sjö i Skellefteå kommun och Västerbotten 65°14′48″N 20°17′06″Ö / 65.24663°N 20.28494°Ö
- Svensträsket, sjö i Skellefteå kommun och Västerbotten 64°34′19″N 20°24′03″Ö / 64.57201°N 20.40086°Ö
- Sälgträsket, sjö i Skellefteå kommun och Västerbotten 65°16′56″N 20°23′08″Ö / 65.28215°N 20.38565°Ö
- Sävurträsket, sjö i Vindelns kommun och Västerbotten 64°11′20″N 19°18′57″Ö / 64.18901°N 19.31570°Ö
- Sör Abborrträsket, sjö i Skellefteå kommun och Västerbotten 65°17′56″N 20°02′15″Ö / 65.29891°N 20.03739°Ö
- Sör-Brunträsket, sjö i Norsjö kommun och Västerbotten 65°05′00″N 19°13′54″Ö / 65.08342°N 19.23159°Ö
- Sör-Gräsandträsket, sjö i Skellefteå kommun och Västerbotten 65°18′16″N 19°50′26″Ö / 65.30449°N 19.84069°Ö
- Sör-Lidsträsket, sjö i Norsjö kommun och Västerbotten 64°45′52″N 19°47′54″Ö / 64.76448°N 19.79831°Ö
- Sör-Myrträsket, sjö i Skellefteå kommun och Västerbotten 65°12′08″N 19°51′41″Ö / 65.20233°N 19.86147°Ö
- Sörträsket (Byske socken, Västerbotten, 722235-173247), sjö i Skellefteå kommun och Västerbotten 65°01′23″N 20°44′08″Ö / 65.02312°N 20.73553°Ö
- Sörträsket (Byske socken, Västerbotten, 723393-175363), sjö i Skellefteå kommun och Västerbotten 65°06′46″N 21°12′35″Ö / 65.11274°N 21.20977°Ö
- Sörträsket (Jörns socken, Västerbotten), sjö i Skellefteå kommun och Västerbotten 65°10′05″N 20°00′10″Ö / 65.16817°N 20.00282°Ö
- Sörträsket (Norsjö socken, Västerbotten, 720384-168862), sjö i Norsjö kommun och Västerbotten 64°53′19″N 19°46′18″Ö / 64.88871°N 19.77153°Ö
- Sörträsket (Norsjö socken, Västerbotten, 722242-168381), sjö i Norsjö kommun och Västerbotten 65°03′25″N 19°42′15″Ö / 65.05685°N 19.70421°Ö
- Sörträsket (Skellefteå socken, Västerbotten), sjö i Skellefteå kommun och Västerbotten 64°44′44″N 20°17′45″Ö / 64.74547°N 20.29570°Ö
- Sörträsket (Sävars socken, Västerbotten), sjö i Umeå kommun och Västerbotten 64°18′30″N 20°17′19″Ö / 64.30828°N 20.28870°Ö
- Tallträsket, Västerbotten, sjö i Skellefteå kommun och Västerbotten 64°29′10″N 20°08′33″Ö / 64.48621°N 20.14241°Ö
- Tavträsket, sjö i Skellefteå kommun och Västerbotten 64°27′03″N 20°10′15″Ö / 64.45086°N 20.17094°Ö
- Timmerträsket, sjö i Skellefteå kommun och Västerbotten 65°14′10″N 20°05′37″Ö / 65.23604°N 20.09373°Ö
- Timträsket, sjö i Skellefteå kommun och Västerbotten 65°01′31″N 21°26′18″Ö / 65.02539°N 21.43827°Ö
- Torrträsket, sjö i Vindelns kommun och Västerbotten 64°30′25″N 19°49′05″Ö / 64.50693°N 19.81795°Ö
- Trehörningsträsket, sjö i Robertsfors kommun och Västerbotten 64°23′07″N 20°57′52″Ö / 64.38526°N 20.96441°Ö
- Träsket, Västerbotten, sjö i Skellefteå kommun och Västerbotten 64°24′33″N 21°13′21″Ö / 64.40923°N 21.22242°Ö
- Träskholmträsket, sjö i Skellefteå kommun och Västerbotten 65°13′50″N 20°05′20″Ö / 65.23051°N 20.08898°Ö
- Tvärträsket (Burträsks socken, Västerbotten), sjö i Skellefteå kommun och Västerbotten 64°38′41″N 20°18′11″Ö / 64.64477°N 20.30292°Ö
- Tvärträsket (Norsjö socken, Västerbotten, 720369-169217), sjö i Norsjö kommun och Västerbotten 64°52′36″N 19°52′03″Ö / 64.87678°N 19.86741°Ö
- Tvärträsket (Norsjö socken, Västerbotten, 721632-165959), sjö i Norsjö kommun och Västerbotten 65°01′09″N 19°11′42″Ö / 65.01924°N 19.19511°Ö
- Tväråträsket, Västerbotten, sjö i Vindelns kommun och Västerbotten 64°05′59″N 19°40′50″Ö / 64.09983°N 19.68046°Ö
- Täftesträsket, sjö i Umeå kommun och Västerbotten 64°03′22″N 20°14′38″Ö / 64.05622°N 20.24378°Ö
- Tällträsket (Degerfors socken, Västerbotten), sjö i Vindelns kommun och Västerbotten 64°17′57″N 19°16′25″Ö / 64.29904°N 19.27365°Ö
- Tällträsket (Vännäs socken, Västerbotten), sjö i Vännäs kommun och Västerbotten 63°54′51″N 19°32′11″Ö / 63.91425°N 19.53648°Ö
- Tåmträsket, sjö i Skellefteå kommun och Västerbotten 65°02′30″N 21°09′38″Ö / 65.04166°N 21.16042°Ö
- Ullbergsträsket, sjö i Skellefteå kommun och Västerbotten 65°14′33″N 19°49′29″Ö / 65.24239°N 19.82477°Ö
- Ultervattsträsket, sjö i Robertsfors kommun och Västerbotten 64°17′38″N 20°47′05″Ö / 64.29375°N 20.78474°Ö
- Utgravningsträsket, sjö i Skellefteå kommun och Västerbotten 65°18′29″N 20°02′01″Ö / 65.30809°N 20.03371°Ö
- Uttersjöträsket, sjö i Skellefteå kommun och Västerbotten 64°29′03″N 21°23′19″Ö / 64.48414°N 21.38850°Ö
- Vackerlidträsket, sjö i Skellefteå kommun och Västerbotten 65°11′39″N 20°21′45″Ö / 65.19415°N 20.36249°Ö
- Valburträsket, sjö i Norsjö kommun och Västerbotten 64°40′24″N 19°59′26″Ö / 64.67345°N 19.99067°Ö
- Vallsträsket, sjö i Skellefteå kommun och Västerbotten 64°29′16″N 21°00′26″Ö / 64.48789°N 21.00735°Ö
- Vargträsket, Västerbotten, sjö i Skellefteå kommun och Västerbotten 65°08′20″N 19°55′58″Ö / 65.13885°N 19.93266°Ö
- Varuträsket, sjö i Skellefteå kommun och Västerbotten 64°49′12″N 20°41′15″Ö / 64.82000°N 20.68752°Ö
- Vistträsket, sjö i Skellefteå kommun och Västerbotten 65°07′34″N 20°27′43″Ö / 65.12602°N 20.46199°Ö
- Vitbergsträsket, Västerbotten, sjö i Skellefteå kommun och Västerbotten 64°36′51″N 19°46′40″Ö / 64.61420°N 19.77769°Ö
- Vitträsket, Västerbotten, sjö i Skellefteå kommun och Västerbotten 64°41′34″N 19°39′48″Ö / 64.69287°N 19.66329°Ö
- Vällingträsket, Västerbotten, sjö i Skellefteå kommun och Västerbotten 65°05′18″N 20°03′39″Ö / 65.08827°N 20.06073°Ö
- Vänträsket, sjö i Skellefteå kommun och Västerbotten 64°58′08″N 20°12′08″Ö / 64.96898°N 20.20210°Ö
- Västanträsket, sjö i Umeå kommun och Västerbotten 64°08′18″N 20°26′49″Ö / 64.13822°N 20.44703°Ö
- Västerträsket, Västerbotten, sjö i Robertsfors kommun och Västerbotten 64°05′39″N 20°34′29″Ö / 64.09418°N 20.57468°Ö
- Västra Hobergsträsket, sjö i Skellefteå kommun och Västerbotten 65°16′28″N 20°03′34″Ö / 65.27448°N 20.05943°Ö
- Västra Lillträsket, sjö i Skellefteå kommun och Västerbotten 64°50′14″N 20°44′51″Ö / 64.83734°N 20.74748°Ö
- Västre Gäddträsket, sjö i Skellefteå kommun och Västerbotten 65°05′46″N 19°47′48″Ö / 65.09600°N 19.79667°Ö
- Västre Småträsket, sjö i Skellefteå kommun och Västerbotten 65°06′05″N 19°54′22″Ö / 65.10139°N 19.90617°Ö
- Västre-Skärträsket, sjö i Vindelns kommun och Västerbotten 64°25′35″N 19°26′37″Ö / 64.42631°N 19.44370°Ö
- Västreträsket, Västerbotten, sjö i Skellefteå kommun och Västerbotten 64°43′22″N 20°44′44″Ö / 64.72286°N 20.74567°Ö
- Västträsket, sjö i Skellefteå kommun och Västerbotten 64°40′03″N 20°42′53″Ö / 64.66743°N 20.71479°Ö
- Ytter-Åträsket, sjö i Umeå kommun och Västerbotten 64°19′56″N 20°12′43″Ö / 64.33236°N 20.21201°Ö
- Ytterträsket (Byske socken, Västerbotten), sjö i Skellefteå kommun och Västerbotten 65°06′40″N 21°13′32″Ö / 65.11109°N 21.22545°Ö
- Ytterträsket (Degerfors socken, Västerbotten), sjö i Vindelns kommun och Västerbotten 64°24′57″N 19°38′59″Ö / 64.41575°N 19.64983°Ö
- Yttre Småträsket, Västerbotten, sjö i Vindelns kommun och Västerbotten 64°37′42″N 19°22′45″Ö / 64.62825°N 19.37903°Ö
- Yttre Tväråträsket, Västerbotten, sjö i Skellefteå kommun och Västerbotten 65°06′32″N 20°37′08″Ö / 65.10892°N 20.61876°Ö
- Yttre Vidbäcksträsket, sjö i Vindelns kommun och Västerbotten 64°15′28″N 19°10′26″Ö / 64.25764°N 19.17388°Ö
- Yttre Åträsket, sjö i Skellefteå kommun och Västerbotten 64°37′12″N 20°06′30″Ö / 64.61994°N 20.10826°Ö
- Yttre-Klippträsket, sjö i Norsjö kommun och Västerbotten 64°45′37″N 19°24′47″Ö / 64.76034°N 19.41311°Ö
- Yttre-Långträsket, sjö i Norsjö kommun och Västerbotten 64°51′01″N 19°54′10″Ö / 64.85030°N 19.90268°Ö
- Yttreträsket, Västerbotten, sjö i Skellefteå kommun och Västerbotten 64°28′28″N 20°52′24″Ö / 64.47432°N 20.87325°Ö
- Älgträsket (Jörns socken, Västerbotten), sjö i Skellefteå kommun och Västerbotten 65°01′54″N 19°58′06″Ö / 65.03167°N 19.96836°Ö
- Älgträsket (Lövångers socken, Västerbotten), sjö i Skellefteå kommun och Västerbotten 64°26′18″N 21°24′46″Ö / 64.43823°N 21.41265°Ö
- Åbyträsket, sjö i Skellefteå kommun och Västerbotten 65°02′50″N 21°23′30″Ö / 65.04712°N 21.39174°Ö
- Åkerboträsket, sjö i Skellefteå kommun och Västerbotten 65°09′34″N 21°14′59″Ö / 65.15941°N 21.24966°Ö
- Åmträsket (Degerfors socken, Västerbotten), sjö i Vindelns kommun och Västerbotten 64°28′02″N 19°27′28″Ö / 64.46718°N 19.45788°Ö
- Åmträsket (Norsjö socken, Västerbotten), sjö i Norsjö kommun och Västerbotten 64°52′43″N 19°06′06″Ö / 64.87866°N 19.10174°Ö
- Åsträsket, sjö i Skellefteå kommun och Västerbotten 64°35′11″N 20°01′00″Ö / 64.58637°N 20.01659°Ö
- Ögerträsket, sjö i Umeå kommun och Västerbotten 64°08′34″N 20°05′24″Ö / 64.14288°N 20.08992°Ö
- Önnesmarkträsket, sjö i Skellefteå kommun och Västerbotten 64°28′26″N 21°18′12″Ö / 64.47395°N 21.30322°Ö
- Önusträsket, Västerbotten, sjö i Norsjö kommun och Västerbotten 65°02′11″N 19°30′54″Ö / 65.03652°N 19.51503°Ö
- Örträsket, Västerbotten, sjö i Norsjö kommun och Västerbotten 65°00′35″N 19°37′43″Ö / 65.00967°N 19.62873°Ö
- Östmyrträsket, sjö i Skellefteå kommun och Västerbotten 65°01′25″N 21°21′07″Ö / 65.02351°N 21.35189°Ö
- Östra Hobersträsket, sjö i Skellefteå kommun och Västerbotten 65°16′13″N 20°04′39″Ö / 65.27020°N 20.07740°Ö
- Östra Lillträsket, sjö i Skellefteå kommun och Västerbotten 64°49′44″N 20°47′08″Ö / 64.82878°N 20.78560°Ö
- Östra Ljusträsket, sjö i Norsjö kommun och Västerbotten 64°58′38″N 18°48′23″Ö / 64.97720°N 18.80627°Ö
- Östra Småträsket, sjö i Skellefteå kommun och Västerbotten 65°06′05″N 19°55′28″Ö / 65.10152°N 19.92452°Ö
- Östre Gäddträsket, sjö i Skellefteå kommun och Västerbotten 65°05′22″N 19°48′24″Ö / 65.08936°N 19.80653°Ö
- Östre-Skärträsket, sjö i Vindelns kommun och Västerbotten 64°25′39″N 19°27′06″Ö / 64.42755°N 19.45156°Ö
- Östreträsket, sjö i Skellefteå kommun och Västerbotten 64°43′20″N 20°44′41″Ö / 64.72217°N 20.74471°Ö
- Övre Burträsket, sjö i Norsjö kommun och Västerbotten 64°43′34″N 20°03′20″Ö / 64.72614°N 20.05558°Ö
- Övre Rännträsket, sjö i Norsjö kommun och Västerbotten 65°03′10″N 19°18′11″Ö / 65.05276°N 19.30314°Ö